# Althepus lehi
Althepus lehi är en spindelart som beskrevs av Christa L. Deeleman-Reinhold 1985. Althepus lehi ingår i släktet Althepus och familjen Ochyroceratidae. Inga underarter finns listade i Catalogue of Life.